# Bertie Charles Forbes
Pour les autres membres de la famille, voir Famille Forbes (éditeur).
Pour les articles homonymes, voir Forbes (homonymie).
Bertie Charles Forbes ou B. C. Forbes (14 mai 1880 - 6 mai 1954) est un journaliste financier et auteur écossais qui fonda le magazine Forbes. 

## Biographie
B. C. Forbes est né à  New Deer dans l'Aberdeenshire dans le nord-est de l'Écosse. Après des études à l'Université de Dundee, il travailla comme reporter et éditorialiste dans un journal local de Dundee jusqu'en 1901 quand il partit pour Johannesbourg, en Afrique du Sud, où il créa le Rand Daily Mail. Il émigra ensuite à New York en 1904 où il travailla comme rédacteur et journaliste financier dans le Journal of Commerce avant de rejoindre le groupe de presse Hearst comme éditorialiste en 1911. Il quitta Hearst après deux ans pour devenir rédacteur économique et financier au New York American où il resta jusqu'à 1916. 
Il fonda Forbes magazine en 1917 dont il resta le rédacteur en chef jusqu'à sa mort en 1954, assisté dans ces dernières années par ses deux fils ainés, Bruce Charles Forbes (1916-1964) et Malcolm Stevenson Forbes (1919-1990). 
Il fut le créateur de l'Investors League en 1942.

## Publications
B. C. Forbes est l'auteur de plusieurs livres :
- Finance, Business and the Business of Life (1915)
- Men Who Are Making America (1917)
- Forbes Epigrams (1922)
- Men Who are Making the West (1923)
- Automotive Giants of America (1925)
- How to Get the Most Out of Business (1927)
- 101 Unusual Experiences (1952)